# الساندرو دوگا
الساندرو دوگا (انگلیسی: Alessandro Doga؛ زادهٔ ۱۵ اکتبر ۱۹۷۵) بازیکن فوتبال اهل ایتالیا است.
از باشگاه‌هایی که در آن بازی کرده‌است می‌توان به باشگاه فوتبال لچه، باشگاه فوتبال کیه‌وو ورونا، باشگاه فوتبال سمپدوریا، باشگاه فوتبال لیورنو، و باشگاه فوتبال اتلتیکو آرتزو اشاره کرد.